# Weston Kelsey
Weston „Seth” Kelsey (n. 24 august 1981, Santa Monica, California, SUA) este un scrimer olimpic american specializat pe spadă, campion mondial pe echipe în 2012.
A participat la trei ediții ale Jocurile Olimpice. La Atena 2004, a fost eliminat în turul întâi de rusul Igor Turcin. La Beijing 2008, a pierdut din nou în primul său meci, de data asta cu francezul Fabrice Jeannet. La Atena 2012, a trecut de chinezul Li Guojie, estonul Nikolai Novosjolov și venezuelanul Silvio Fernández. În semifinală, a fost eliminat de un alt venezuelan, Rubén Limardo, scorul fiind 5-6. A pierdut la „tușa de aur” în finala mică cu sud-coreeanul Jung Jin-sun și a rămas fără medalie.

## Legături externe
- Materiale media legate de Weston Kelsey la Wikimedia Commons
- Prezentare Arhivat în 1 septembrie 2015, la Wayback Machine. la Federația Americană de Scrimă
- en Weston Kelsey la Olympedia.org